# 오스트라콘

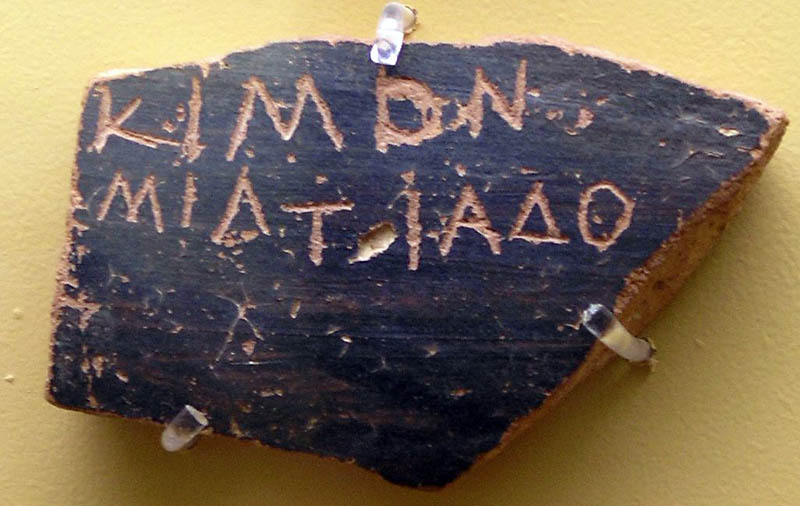
"밀티아데스의 (아들) 키몬"이라고 적힌 오스트라콘. 키몬은 아티카 (아테)의 정치가였다.

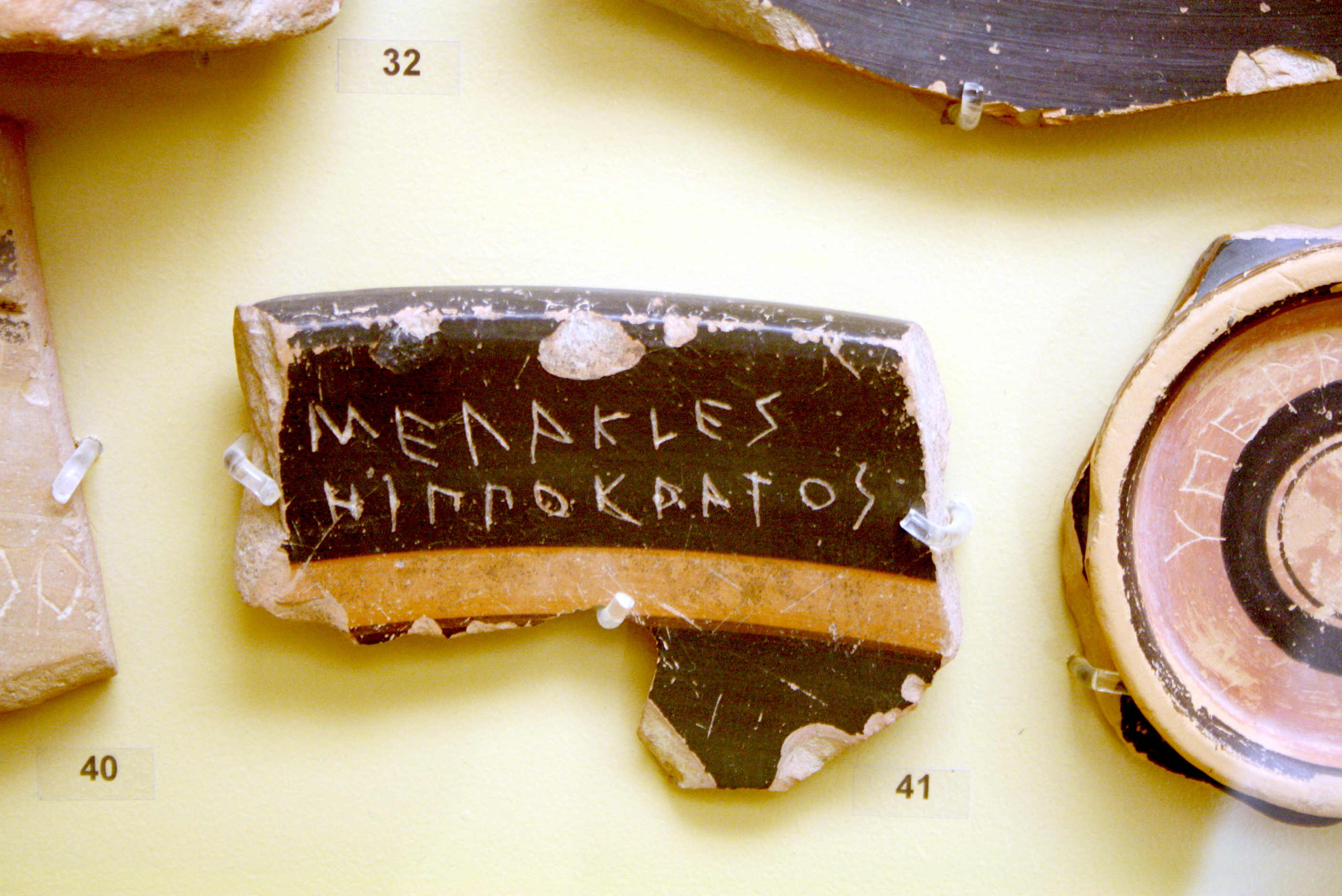
기원전 487년 '히포크라테스의 아들 메가클레스'(ΜΕΓΑΚΛΕΣ ΗΙΠΠΟΚΡΑΤΟΣ)라 적힌 오스트라콘. 아테네 아탈로스 스토아의 고대 아고라 박물관 소장.

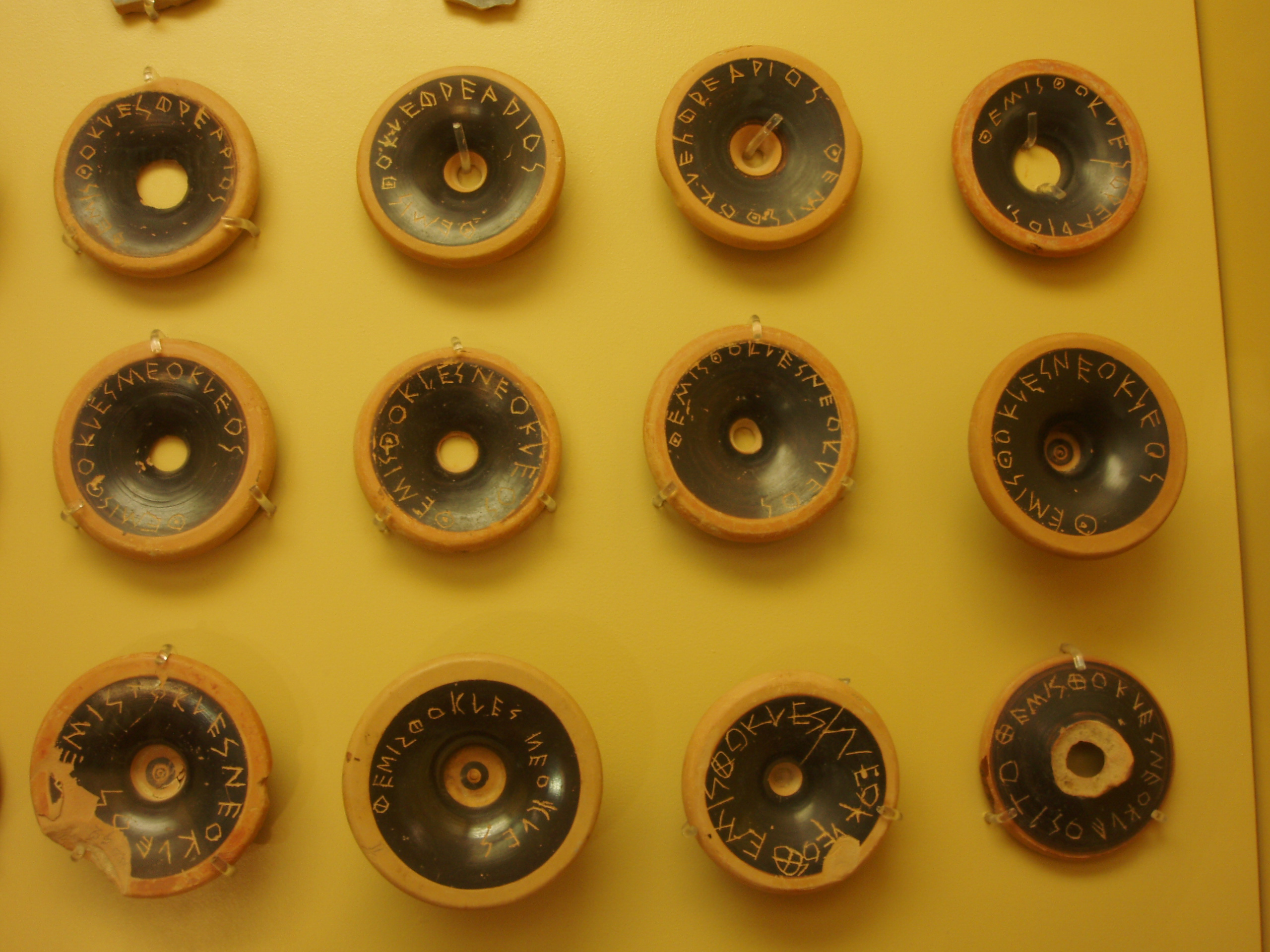
기원전 482년 그리스 테미스토클레스의 도편 추방에 대한 투표지로 사용된 오스트라카

오스트라콘 (그리스어 : ὄστρακον, 복수형 오스트라카 ὄστρακα)는 고대 그리스의 꽃병이나 토기 그릇에서 떼어낸 도편을 말한다. 서양의 고고학이나 금석학에서는 글이 새겨진 조각이나 조그만 석편까지 오스트라콘이라고 부르며, 이 경우 고대 그리스에 한정되지 않고 고대 이집트나 근동 지역 등 고대 세계의 도편, 석편 유물을 아우른다.
처음부터 글귀가 적혀 있던 것이 아닌, 기존의 도편나 석편에 글을 새로 적어넣은 것들이 일반적이다. 고대인의 입장에서 도편은 여러 목적으로 활용할 수 있는 편리한 매체였는데, 주변에 널려 있어 저렴하고 풍부하며 내구성도 뛰어났기 때문이다. 오스트라콘에 쓰인 글씨는 대부분 매우 짧은 글귀지만, 드물게 매우 긴 글이 적힌 것도 발견된다.

## 고대 그리스
고대 아테네에서는 아테네 사회 내에서의 특정 인물을 추방할지의 여부를 놓고, 시민들이 도편에 그 사람의 이름을 써서 투표를 했다. 투표를 집계하여 추방이 결정되었을 경우 그 사람은 아테네 시에서 10년간 추방되었는데, 이를 도편 추방제라고 부른다. 이 때 투표용지로 쓰인 도편이 바로 오스트라콘이며, 영어에서 도편 추방제를 부르는 명칭도 오스트라콘의 이름을 딴 '오스트라시즘' (Ostracism)이다.
한편 고대 그리스인들은 용변을 본 뒤 항문 세척에 도편을 사용하기도 했다. 이에 대해서는 추방된 인물의 이름을 더럽혀 저주하기 위해, 투표할 때 쓴 도편을 재활용했다는 학설이 제기되고 있다.

## 고대 이집트
고대 이집트에서는 표면이 매끄러운 것은 무엇이든 필기면으로 활용하였다. 특히 오스트라콘은주변에 널린 '용지'로서 저렴하고 쉽게 구할 수 있다는 장점으로 쪽지, 처방전, 영수증, 학생용 연습 문제와 메모지 같은 일시적 성격의 문구를 기록하는 데 자주 사용되었다. 고대 이집트에서 쓰인 오스트라콘은 도기 조각, 석회석 조각, 그밖의 다른 석재의 얇은 조각이 주로 사용되었으나, 긁기도 쉽고 색상도 밝은 석회석 조각이 가장 많이 쓰였다. 오스트라콘의 크기는 작은 것이 일반적이었고 고작해야 글귀 몇 구절을 새기거나 잉크로 조그만 그림을 그려넣은 것이 많았다. 다만 데르 엘 메디나의 장인이었던 세네젬 (Sennedjem)의 무덤에서는 시누헤 이야기가 새겨진 거대한 오스트라콘이 발견되기도 했다.
이집트학에서 오스트라콘의 위상은 대단한 수준인데, 오스트라콘이 지닌 물리적 특성과 건조한 이집트의 기후가 만나, 의학 지식부터 세속적인 것에 이르기까지, 다른 문명이었다면 진작에 사라졌을 수많은 기록을 보존해 온 수단이기 때문이다. 고대 이집트의 일상생활을 파악하는 데 있어서는 도서관에 소장된 문헌보다 훨씬 더 생생한 증거로서 작용할 수 있다는 것이 오스트라콘을 소중하게 여기는 이유다.

### 데르 엘 메디나의 오스트라카
데르 엘 메디나에서 91점에 달하는 오스트라카가 발견된 적이 있으며, 이집트 신왕국 시기 고대 이집트인들의 내부 활동에 대한 매력적인 묘사를 담고 있다. 의학자료와 그 시대의 일상사에 관한 기록이 담겨 있으며, 데르엘메디나 마을의 식수 공급 방식과 상거래 방식에 대한 정보를 전하고 있다. 오스트라카에 담긴 정보가 매우 많기 때문에 기록하지 않으면 소실되었을 정보이기도 하다.
다른 이집트 공동체와 마찬가지로 데이르 엘 메디나의 노동자와 주민들은 의료, 기도, 마술을 결합하여 치료를 받았다. 그럼에도 불구하고 데이르 엘 메디나의 기록에는 환자를 진료하고 치료법을 처방하는 '의사'와 전갈에 쏘이는 마법을 전문으로 치료하는 '전갈 주술사'가 모두 기록되어 있어 어느 정도 구분이 있었음을 알 수 있다.
고대 이집트의 여느 마을과 마찬가지로 데르엘메디나의 노동자와 주민들은 아픈 곳을 치료할 때 의술 뿐만 아니라 기도와 마법에도 의지하였다. 그럼에도 불구하고 데르엘메디나의 기록에는 환자를 진료하고 치료법을 알려 주는 '의사'와, 전갈에 쏘였을 때의 마법을 전문으로 치료하는 '전갈 주술사'가 모두 기록되어, 어느 정도 구분이 되었음을 알 수 있다.

## 같이 보기
- 솔레토 지도
- 오스트라카 하우스